# Agnam-Goly

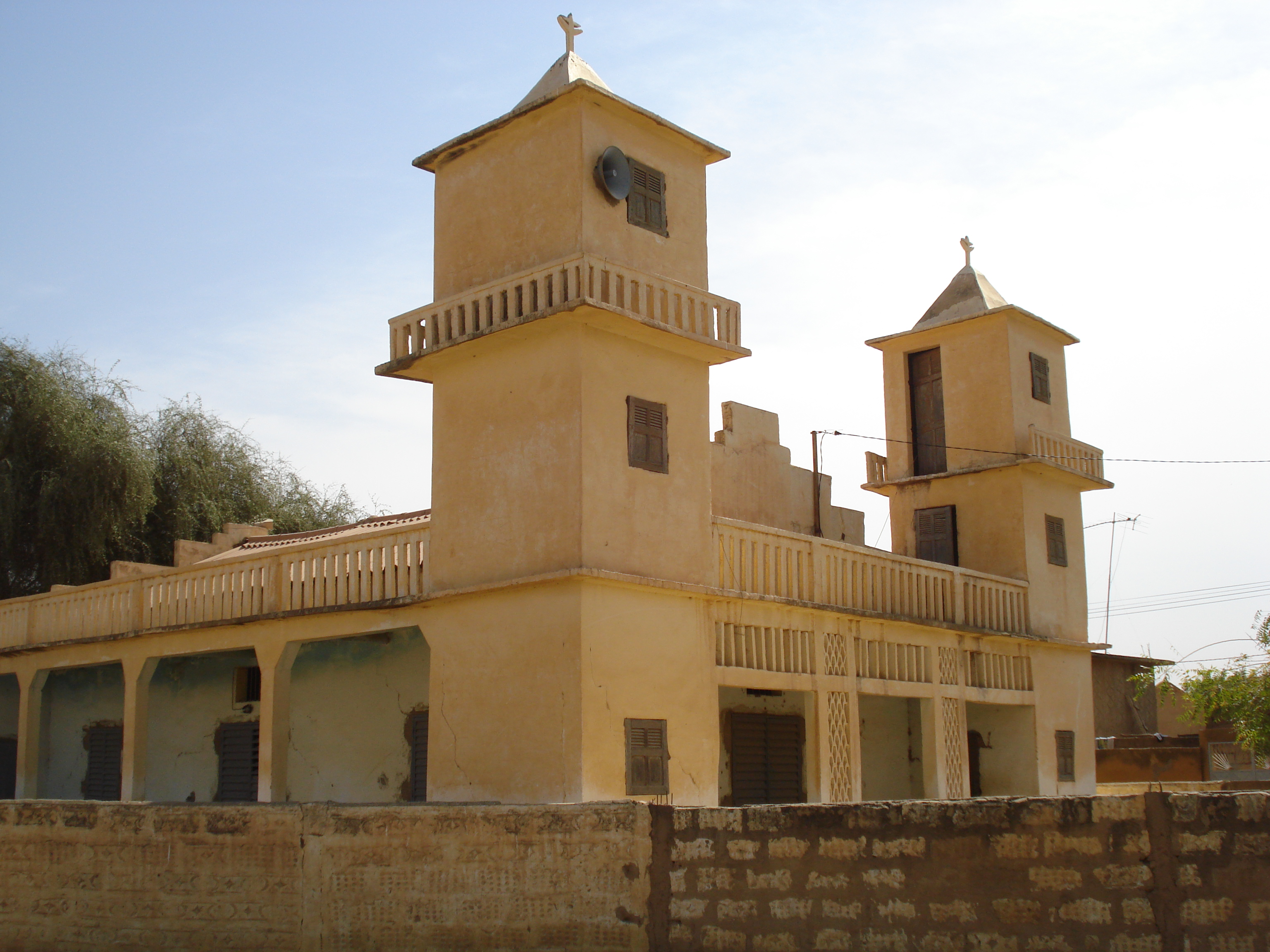
Die Hauptmoschée

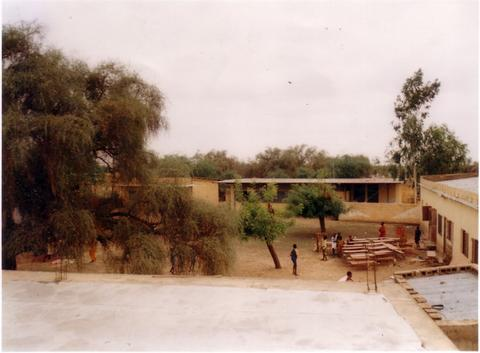
Schulgebäude in Agnam-Goly

Agnam-Goly ist ein Ort im nordöstlichen Senegal am südwestlichen Ufer des Senegal ca. 630 km von der Hauptstadt Dakar. Der Ort liegt in der Region Matam. Die Einwohnerzahl beträgt 5.325.
Der Ort wird von der Nationalstraße zwei durchschnitten, die parallel zum Senegal-Fluss führt und die Regionalhauptstadt Matam mit der Stadt Dagana (in Wolof-Idiom: Tagana) verbindet. Agnam-Goly liegt zwischen dem vom Fluss zeitweise überschwemmten sogenannten Walo im Norden und dem Dieri, einer Sanddünen-Region, die mit großen Felsformationen durchsetzt ist im Süden.
Der Fouta-Toro-Spezialist Professor Oumar Kane von der Université Cheikh Anta Diop de Dakar beschreibt das Erfordernis von Wasser in dieser Region wie folgt:

« De Duumga à Mbaan, la basse plaine d'inondation s'étend à perte de vue sur près de 50 kilomètres. C'est ce qui explique la forte concentration des villages du jeejegol de Duumga à Hoorefoonde: Vokijawe, Dabia-Koɓvillo, Cilon, Kaaƴe-Pawe, Ɓaarga, Tulel-Calle, Godo, Siwol, Wuro-Siree, Coɗay, Goli, Wuro-Molo, Liiduɓe, Asnde Balla, Njaakir, Hooƴo, etc. »

Trotz ihrer geringen Einwohnerzahl hat der Ort doch einige wichtige Infrastrukturelemente aufzuweisen:
- Eine Schule mit zwölf Klassenräumen,[3] von denen die Hälfte mit öffentlichen Mitteln erstellt worden sind. Ein Teil hat sogar elektrischen Strom.
- Eine Ambulanzklinik, allerdings ohne Notdienst
- Ein Brunnen mit sechs Quellen
- Eine von Frauen betriebene Kleinst-Genossenschaftsbank (DGL MEC Felo Agnam)
- Ein Fußballfeld, das Dorf plant den Bau eines Stadions
- Ein Einkaufsmarkt und ein Wochenmarkt

Geldüberweisungen von emigrierten Angehörigen ermöglichen es den Einwohnern, ihre Häuser aufzustocken.

## Geschichte
Agnam-Goly wurde schon weit vor dem Jahr 1529 von der Thioye-Familie gegründet. Die Thioye bewohnten damals Höhlen südlich des Dorfes in der Dieri, die über zwölf Meter über dem Grund lagen. Diese Höhlen, die von großen Felsvorsprüngen geschützt sind, können immer noch besichtigt werden. Die frühen Bewohner von Agnam-Goly hinterließen die von einem Steinwall umgebene Moschée, bevor sie weiter nördlich ins Walo weiterzogen, der Gegend, die noch heute für Ackerbau und Fischfang genutzt wird.
Zu Beginn bestand die Siedlung aus einem Mittelpunkt umgeben von Hütten, die je von einer anderen Familie bewohnt wurden. Diese Anordnung garantierte eine strenge Familienbindung und förderte Solidarität zu den Nachbarn. Diese frühen Strukturen sind heute zum Teil noch sichtbar. Davon sind heute noch sechs traditionelle Viertel erhalten geblieben, jeweils von einer prominenten Familie bewohnt: Diobé-Barrobé, Saarbé, Salsalbé, Gadiobé, Koundiobé und Sinthiou.

## Verwaltung und Gesellschaft

### Der Ältestenrat
Das Sagen hat in Agnam-Goly der Ältestenrat, der von den prominenten Vertretern der sechs traditionellen Viertel besetzt ist. Der Ältestenrat bestimmt das Oberhaupt des Dorfes und kann ihn auch abwählen, wenn schwere Verstöße gegen seine Aufgaben vorliegen. So muss dieser beispielsweise Streitigkeiten zwischen Dorfbewohnern beilegen können.
Der Ältestenrat hat auch in Sachen „Landwirtschaft“, „Sozialangelegenheiten“, „Erziehung“ usw. zu bestimmen, fällt quasi-gerichtliche Urteile und bestimmt die täglichen Aufgaben in der Verwaltung des Dorfes.

### Das Dorf-Oberhaupt
Das Dorfoberhaupt wird traditionell durch den Ältestenrat der „royalen“ Familien bestimmt. Er ist auf Lebenszeit gewählt, kann aber wegen Überforderung – zum Beispiel wegen seines Alters – ins Zweite Glied – den Ältestenrat – zurücktreten. Das Amt ist nicht vererbbar. Die Familie des Oberhauptes hat für die Organisation der traditionellen Amtseinführungsfeierlichkeiten zu sorgen, die eine wichtige Zeremonie darstellt. Sollte es beim Amtswechsel Streitigkeiten über den Nachfolger geben, vertritt die Familie des Häuptlings diesen so lange, bis sich der Ältestenrat über den geeigneten Nachfolger einig geworden ist. Das Oberhaupt trägt den Titel „Diagaraph“, jedes männliche Mitglied der Häuptlingsfamilie den Zusatz „Lawahé“ oder Prinz.
Das Oberhaupt arbeitet mit dem Ältestenrat zusammen. Er vertritt das Dorf nach außen und kann in dessen Namen handeln. Er hat das Recht, den Ältestenrat einzuberufen, der dieser Aufforderung Folge zu leisten hat. Das Oberhaupt verfügt über die „Große Trommel“ und den Ausrufer des Dorfes. Er besitzt große Teile fruchtbaren Landes und kann jeden Dorfbewohner zur Arbeit anhalten. Er verkündet die Beschlüsse des Ältestenrates.

### Das Dorf Ndoussoudji

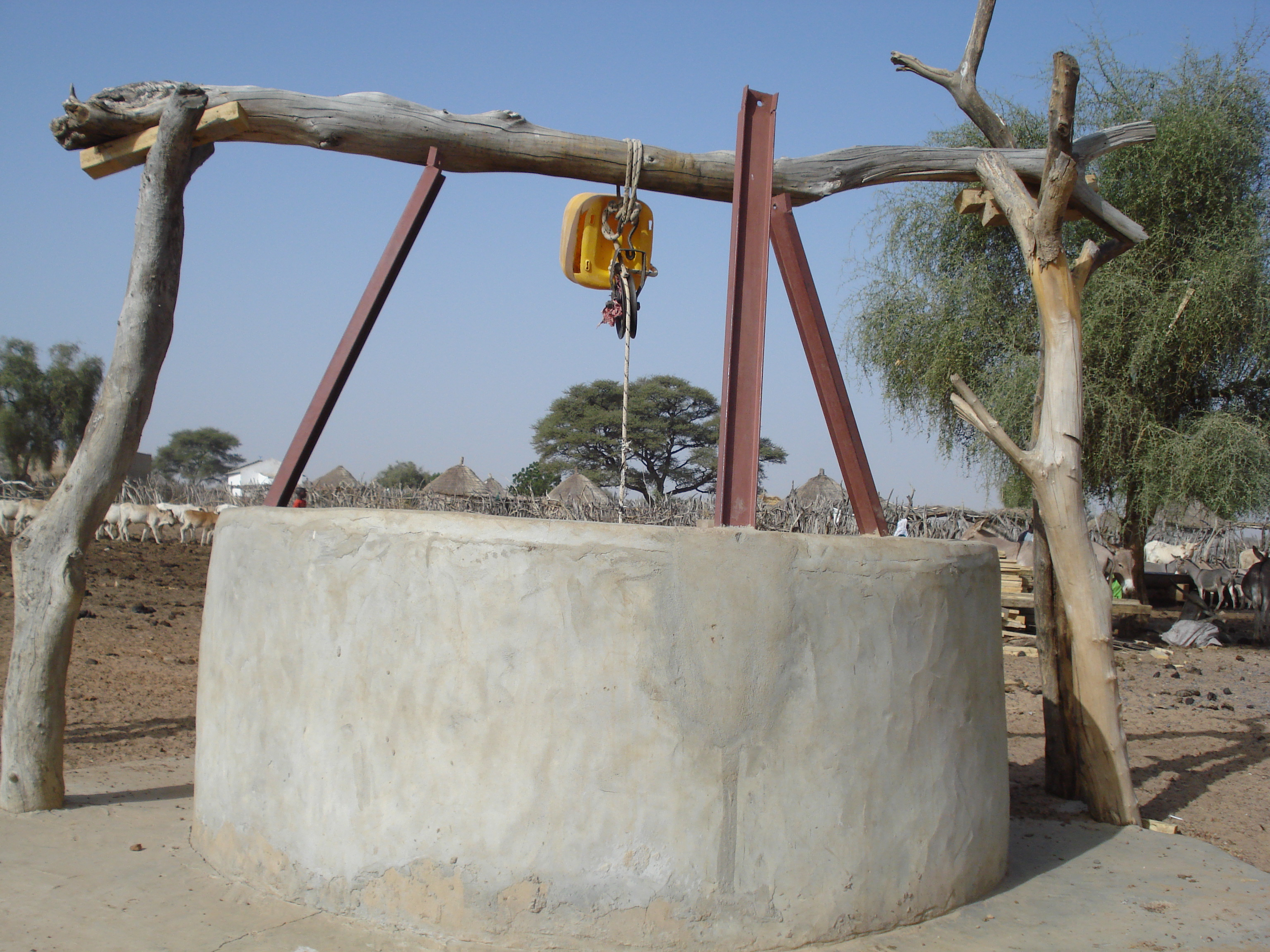
Der Samba-Binta-Brunnen

Ndoussoudji ist eine Erweiterung des Dorfes Agnam-Goly, das zirka 35 Kilometer entfernt in der Dieri liegt. Ungefähr zehn Familien fahren während der Regenzeit mit ihren Waggons dorthin, um das Land zu kultivieren und ihr Vieh zu weiden. Aus Ndoussoudji ist inzwischen ein kleines Dorf geworden, das eine große Quelle und ganze Viehherden aufweisen kann. Die Häuser sind aus gebrannter Erde gebaut und mit getrocknetem Gras verkleidet mit Ausnahme der Moschée, die aus Beton gebaut ist. Ein Wasserturm garantiert die Verfügbarkeit frischen Trinkwassers.

### Religion und Traditionen
Das Leben nach traditionellen Mythen stört nicht die Ausübung des Islam, der die Hauptreligion des Dorfes darstellt.
Tradition and Moderne können in Agnam-Goly gut miteinander existieren. Das Lernen der Fulbe wird von Sprachlehrern durch Theatereinspielungen und traditionelle Zeremonien sehr gewissenhaft vermittelt.

## Wirtschaft und Entwicklung

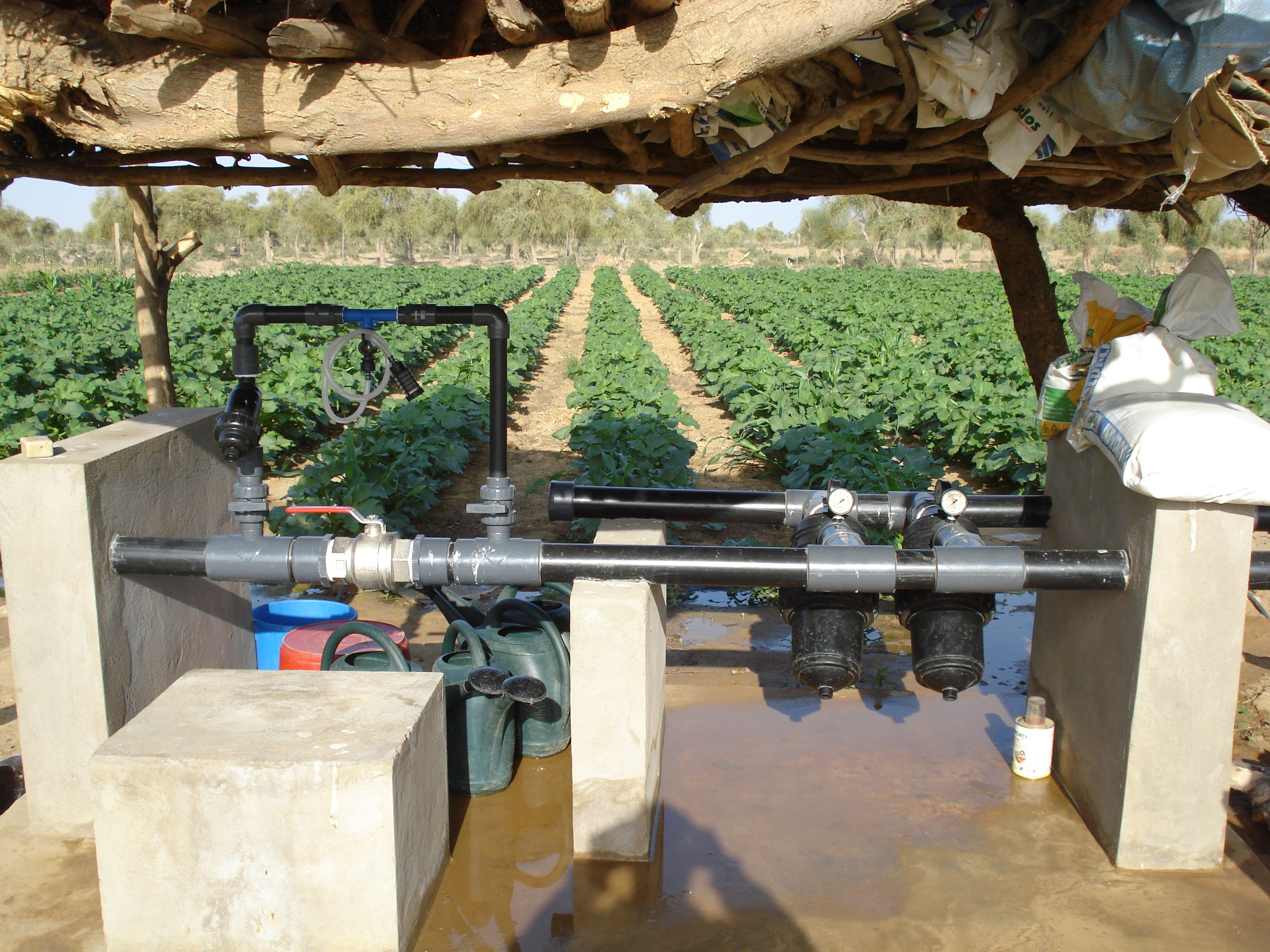
Bewässerungssystem

Die Bewohner von Agnam-Goly bauen Sorghumhirsen, Getreide, Bohnen und Wassermelonen in der Walo an, wobei die saisonalen Überflutungen de Senegal berücksichtigt werden. In der Regenzeit in der Dieri auch Hirse, Bohnen, Roselle und Melone.
Die Landwirtschaft des Dorfes ist zurzeit in der Krise, weil der Regen ausbleibt und die Bewässerung der Felder nicht ausreicht. Die Pflanzen geben zu wenig Nährstoffe, der Kauf von Düngemittel ist wegen ihres hohen Preises meist nicht gewinnbringend, Schädlinge befallen das Getreide. Trotzdem wird es in den nächsten Jahren möglich sein, durch intensiven Gartenbau die Versorgung des Ortes sicherzustellen.

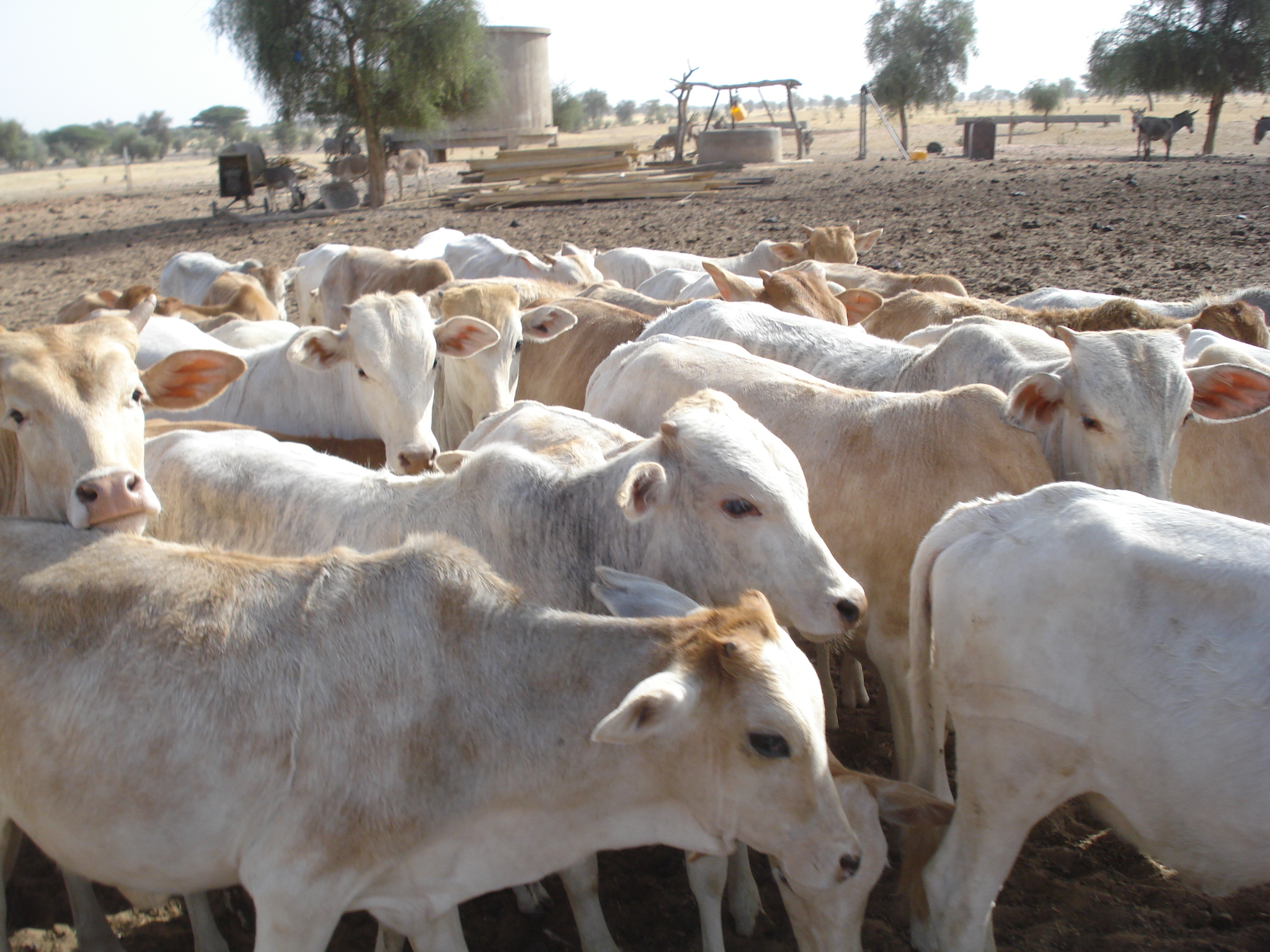
Rinder bei Ndoussoudji

Zusätzlich zum Ackerbau sind die Dorfbewohner schon dazu übergegangen, ihre Viehherden zu vermehren, vor allem Rinder, Schafe und Ziegen. Geflügelhaltung ist selten.
Das Dorf lebt auch von den unterstützenden Zahlungen der ausgesiedelten Migranten, die ihre Angehörigen mit Geld für Lebensmittel, die Schule oder ihre Gesundheit bezahlen.